# İoanna Kuçuradi
Ioánna Koutsourádi (Istanbul, 4 d'octubre de 1936) és una filòsofa i acadèmica turca. Ha estat Cap del Centre d'Investigació i Aplicació de Drets Humans del Departament de Filosofia de la Universitat de Maltepe a Istanbul, Turquia. D'ascendència rum (grega), Kuçuradi va realitzar els seus estudis secundaris al Liceu per a noies Zapyon de Beyoğlu a Istanbul. Es graduà al Departament de Filosofia de la Universitat d'Istanbul l'any 1959. Kuçuradi organitzà el 21é Congrés Mundial de Filosofia a Istanbul el 2003.
La seua trajectòria acadèmica l'ha fet mereixedora d'un gran nombre de guardons turcs i internacionals, com ara la Medalla Goethe. L'any 2015 se la reconegué també amb la pel·lícula documental «İoanna Kuçuradi: İsyandan Felsefeye» («İoanna Kuçuradi: de la rebel·lió a la filosofia» en català).

## Obres
- Perdenin Arkası (Poemes, 1962)
- Max Scheler ve Nietzsche'de Trajik (1965)
- Nietzsche ve İnsan (1966)
- Schopenhauer ve İnsan (1967)
- Liselerimizde Felsefe Öğretimi (1969)
- İnsan ve Değerleri: Değer Problemi (1971)
- Etik (1977)
- Sanata Felsefeyle Bakmak (1980)
- Çağın Olayları Arasında (1980)
- Uludağ Konuşmaları - Özgürlük, Ahlâk, Kültür Kavramları (1988)
- Yüzyılımızda İnsan Felsefesi - Takiyettin Mengüşoğlu'nun Anısına (1997)